# Alan Thomson

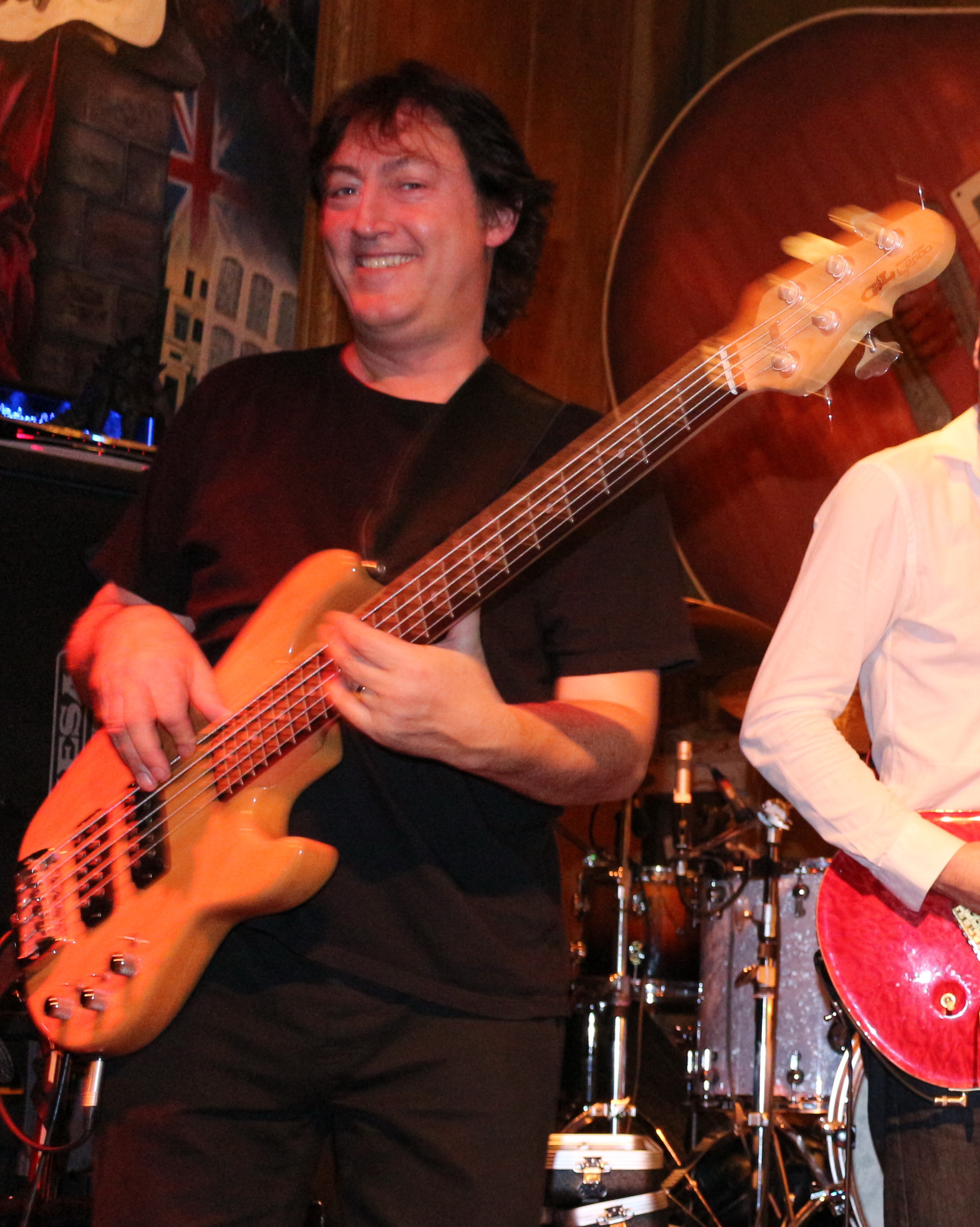
Alan Thomson in der Blues Garage Isernhagen Oktober 2014

Alan Thomson (* 3. Mai 1960 in Glasgow) ist ein schottischer Bassgitarrist.
Thomson hatte als Kind Violin- und Klavierunterricht und spielte ab dem dreizehnten Lebensjahr Gitarre. Mit dem Bassisten Neil Fairweather, dem Schlagzeuger Tim Brittain und dem Saxophonisten und Gitarristen David Roy gründete er 1976 die Band The Arthur Trout Band, die bis 1980 in der Region um Glasgow auftrat und 1980 am Stonehenge und am Bristol Ashton Court Festival teilnahm. 
Thomson begleitete dann den Singer-Songwriter John Martyn auf seiner Grace And Danger-Tour durch Großbritannien, was der Beginn einer Zusammenarbeit war, die bis zum Tod Martyns 2009 dauerte. Außerdem trat er mit Musikern wie Phil Collins, Eric Clapton, Robert Palmer, David Gilmour, Linda Lewis und Bert Jansch auf. 1989 unternahm er eine Tournee mit Julia Fordham.
Ab 1992 tourte er mehrere Jahre als Duo mit Rick Wakeman, später mit Wakeman und seiner Band. Er ist Bassist in John Jorgensons Electric Band, bei The Backroom Boys und in der Tourband von Martin Barre.

## Weblink
- Homepage von Alan Thomson